# Коронація Чарльза III та Камілли
51°29′58″ пн. ш. 0°07′39″ зх. д. / 51.4994° пн. ш. 0.127367° зх. д.

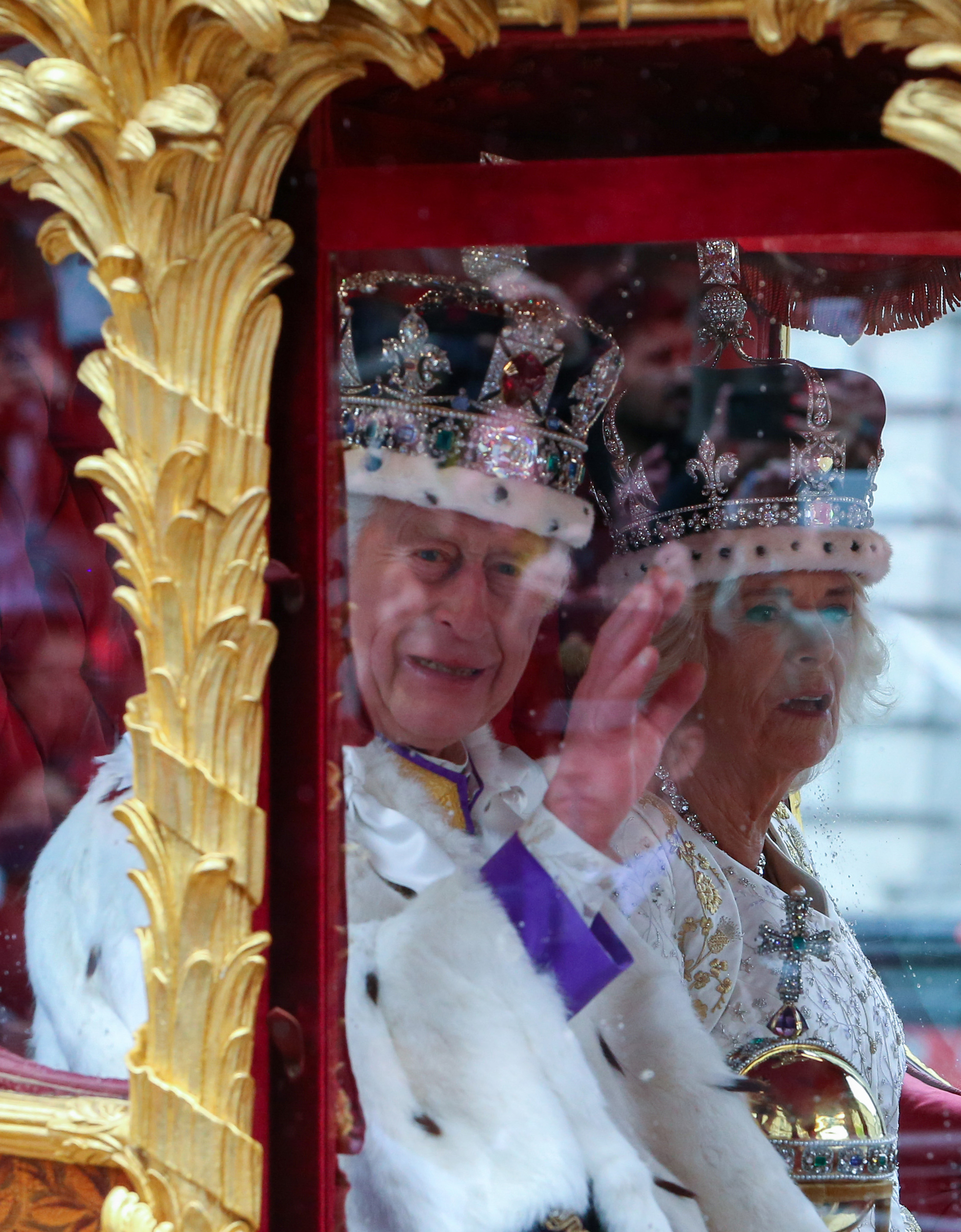
Чарльз та Камілла на коронації

Коронація Чарльза III та його дружини Камілли як короля та королеви-консорта Сполученого Королівства та інших королівств Співдружності відбулася 6 травня 2023 року. Чарльз III зійшов на британський престол у 73-річному віці після смерті своєї матері, Єлизавети II, 8 вересня 2022 року, і Рада престолонаслідування проголосила його королем.
Були розроблені плани щодо коронації Чарльза III під кодовою назвою «Операція „Золота куля“». Комітет очолив Едвард Фіцалан-Говард, 18-й герцог Норфолкський, який має спадковий титул граф-маршал. Операція проводилася за участі провідних членів аристократії та інших чиновників і конституційно відокремлена від приватних кабінетів Чарльза III або Єлизавети II.
Коронація відбулась у Вестмінстерському абатстві у форматі богослужіння Англіканської церкви на чолі з Архієпископом Кентерберійським без змін до обітниць. Однак вона також включала деякі зміни, щоб «відображати сучасну Британію». Як і очікувалось, процесія була коротшою, більш інклюзивною та дешевшою, ніж попередні коронації.
За лондонським часом від свого початку до кінця коронація проходила з 10:00 ранку до приблизно 16:40, тобто, продовжувалась протягом 6 годин і 40 хвилин.

## Події

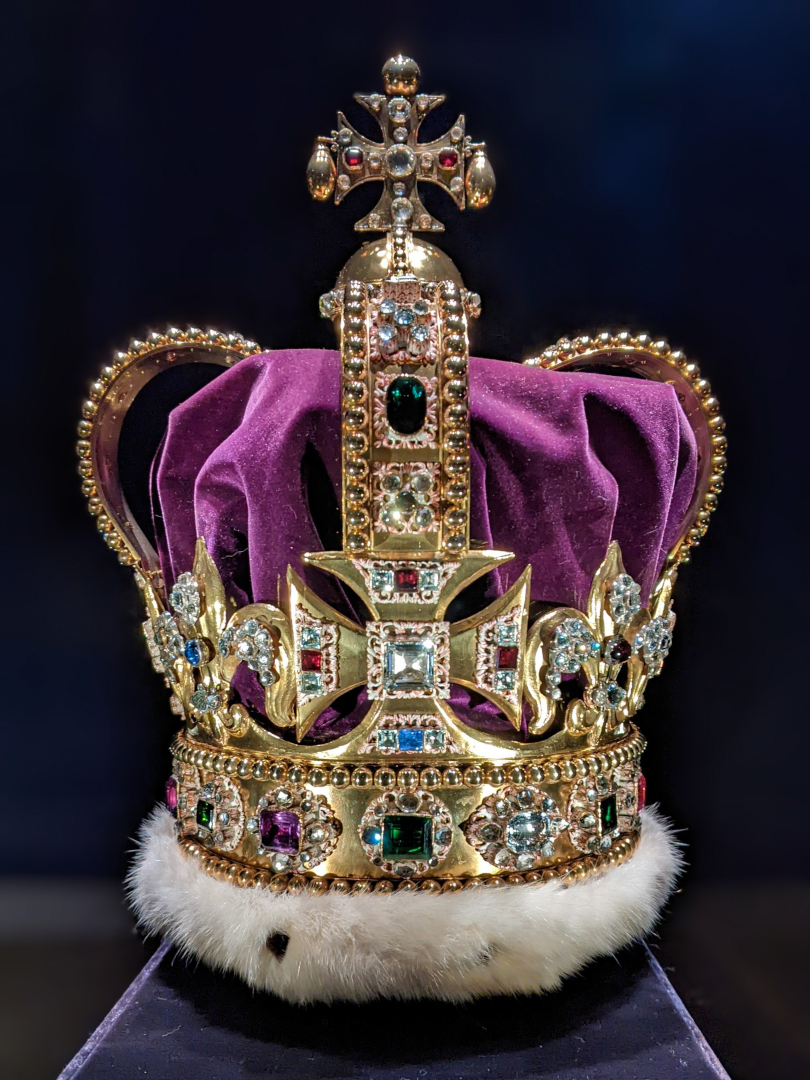
Корона Святого Едуарда

Коронація 73-річного короля Чарльза III була скороченою, економною та (також через його вік) коротшою, ніж коронація його матері. Коронаційна присяга вимагається статутом; також відбулося помазання, доставка держави та інтронізація. Для церемонії була використана Корона Святого Едуарда. У вересні 2022 року «Historic Environment Scotland» оголосило, що Скунський камінь також званий Каменем Долі, перенесли з Коронної кімнати Единбурзького замку до Лондона для коронації Чарльза у Вестмінстерському абатстві та буде повернено до замку після церемонії. 
Дружину Чарльза Каміллу також було короновано як королеву-консорта. Коли Чарльз одружився з нею у 2005 році, було оголошено, що Камілла не буде приймати титул королеви після його вступу на престол. Чарльз, однак, давно хотів, щоб вона отримала такий титул і була коронована разом із ним, і в лютому 2022 року, коли популярність Камілли зростала, Єлизавета II оголосила про своє «щире бажання», щоб Камілла була відома, як королева після вступу Чарльза на престол. Камілла була увінчана короною королеви Марії Текської. 
Як державне свято, коронацію оплатив британський уряд. Таким чином уряд також визначив список гостей. На відміну від коронації Єлизавети II, на якій були присутні понад 8000 осіб, список гостей на коронацію Чарльза III був обмежений до 2000 з міркувань здоров'я та безпеки. Не від кожної запрошеної країни на коронацію прибули лідери. Наприклад, від України на коронації була присутня Олена Зеленська, дружина Володимира Зеленського та прем'єр міністр України Денис Шмигаль.
Після церемонії Чарльз і Камілла з'явилися на балконі Букінгемського палацу з деякими гістьми і королівською родиною: його сином Вільямом, принцом Уельським, невісткою Кетрін, принцесою Уельською, і дітьми Вільяма і Кетрін: принц Джордж, принцеса Шарлотта та принц Луї.
6 травня 2023 року, на честь коронації Чарльза III, у Віндзорі відбувся святковий концерт.

## Запрошені гості

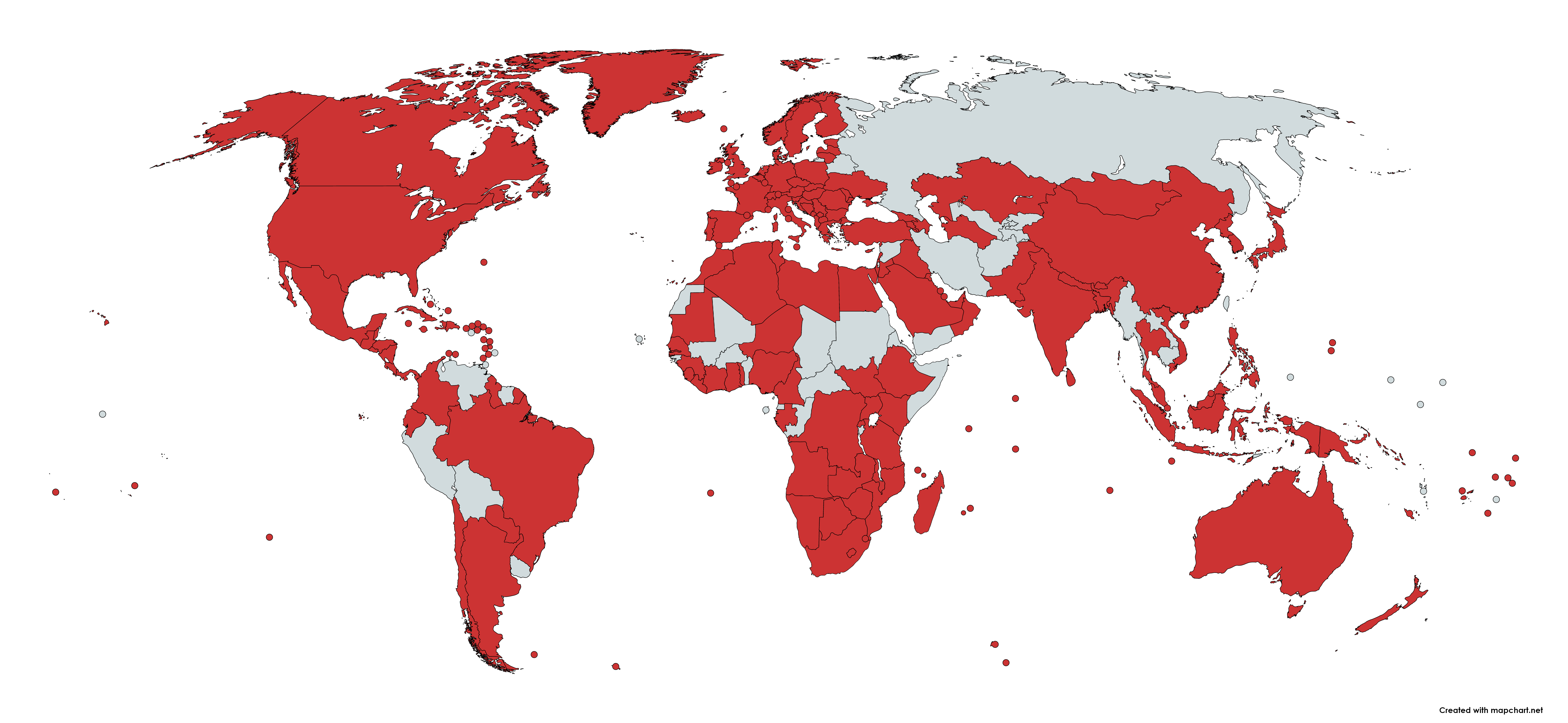
Станом на 4 травня 2023 року. Країни, представники яких підтвердили свою участь

На коронацію було запрошено близько 2200 гостей з 203 країн світу. Серед запрошених були члени королівської сім'ї, представники Англіканської церкви та інших британських релігійних громад, видатні політики Сполученого Королівства та Співдружності, а також глави іноземних держав та королівські особи. Запрошення отримали 850 представників громадськості та благодійних організацій, в тому числі 450 кавалерів медалі Британської імперії та 400 молодих людей, половина з яких була номінована британським урядом.
Кількість політичних учасників значно скоротилася з 1953 року, коли був присутній практично весь парламент Сполученого Королівства. Букінгемський палац розглядав можливість запросити лише 20 членів парламенту та 20 перів, але протести членів парламенту та перів призвели до того, що їх кількість була збільшена більш ніж удвічі, а остаточні рішення щодо запрошених приймав Кабінет міністрів. Дружини членів Кабінету міністрів не були запрошені, що викликало обурення у деяких міністрів.
Дрес-код для перів, за винятком тих, хто виконував певні ролі, спочатку був діловими костюмами або парламентськими горностаєвими мантіями, а не коронами, коронаційними мантіями та придворним одягом, які традиційно носили. Це було змінено за тиждень до коронації після протестів перів; таким чином, їм було дозволено носити коронаційні мантії, але не корони. Жінки, присутні на церемонії, були зобов'язані носити головні убори згідно з традиційними християнськими звичаями, встановленими для богослужіння.
На коронацію Чарльза III Велика Британія не запросила представників Афганістану, Білорусі, Мʼянми, Росії, Сирії, Ірану та Венесуели.

## Цікаві факти
Церемонія коронації короля Чарльза III 6 травня 2023 року стало першою подією, яку транслювали на території Великої Британії через публічну автономну мобільну мережу п'ятого покоління 5G (5GSA), яка побудована за технологією сегментації мережі, що дозволяє операторам послуг зв’язку створювати окремі та ізольовані мережі для різних випадків використання.
6 травня 2023 року, під час історичної події у Лондоні, двом військовослужбовцям, які брали участь у процесії від Вестмінстерського абатства до Букінгемського палацу стало зле, офіцеру і прапороносцю була надана медична допомога.
6 травня 2023 року, у Лондоні, де проходила коронація Чарльза III, поліція затримала 52 людини за порушення громадського порядку і змову з метою заподіяння суспільної шкоди, — про це повідомив The Independent.
Було задіяно 6000 військовослужбовців британських Збройних сил.
Корона Чарльза III було виготовлена у 1661 році та зроблена з чистого золота масою 2,2 кілограма.
Монарх особисто обрав музику для церемонії, яка складається з 12 нових композицій, включаючи гімн, написаний американцем Ендрю Ллойдом Веббером. Деякі частини служби виконувалися валлійською мовою. Серед солістів буде всесвітньо відомий валлійський оперний співак Сер Брін Терфел.
Корона Камілли була модифікована: з неї прибрали найбільший діамант у світі — Кохінур.
Принц Гаррі прибув на коронацію без своєї дружини Меган Маркл.
Кейт Мідлтон, дружина принца Вільяма, разом зі своєю дочкою Шарлоттою, порушила багатовікову традицію і вдягла не тіару, а квітковий головний убір, виготовлений Jess Collett x Alexander McQueen із кришталю та срібної нитки. Схожа обідка була й у Шарлотти.
Фірмовою стравою на святкуванні коронації король Чарльз III та королева-консорт Камілла обрали коронаційний кіш (англ. Coronation quiche).

## Курйози
4 травня 2023 року, видання New York Post опублікувала репортаж про псування невідомими у не найпристойніший спосіб території Royal Crescent («Королівського півмісяця») у Баті (Англія), де було заплановано проведення вечірки з нагоди коронації нового монарха.
6 травня 2023 року, під час ходи кортежу з королем від Вестмінстерського абатства до Букінгемського палацу офіцер полку лейб-гвардії Палацової кавалерії втратив контроль над конем. Той почав брикатися, проломив огорожу та розштовхав глядачів. Інші коні також збилися з урочистого кроку. Врешті-решт військовим вдалося заспокоїти і повернути скакуна в стрій кортежу, постраждалих — не було.
6 травня 2023 року, під час церемонії коронації Чарльза III, біля входу до Вестмінстерського абатства, була помічена таємнича фігура в чорному плащі з капюшоном та палицею в руках.